# Trapani pesztó

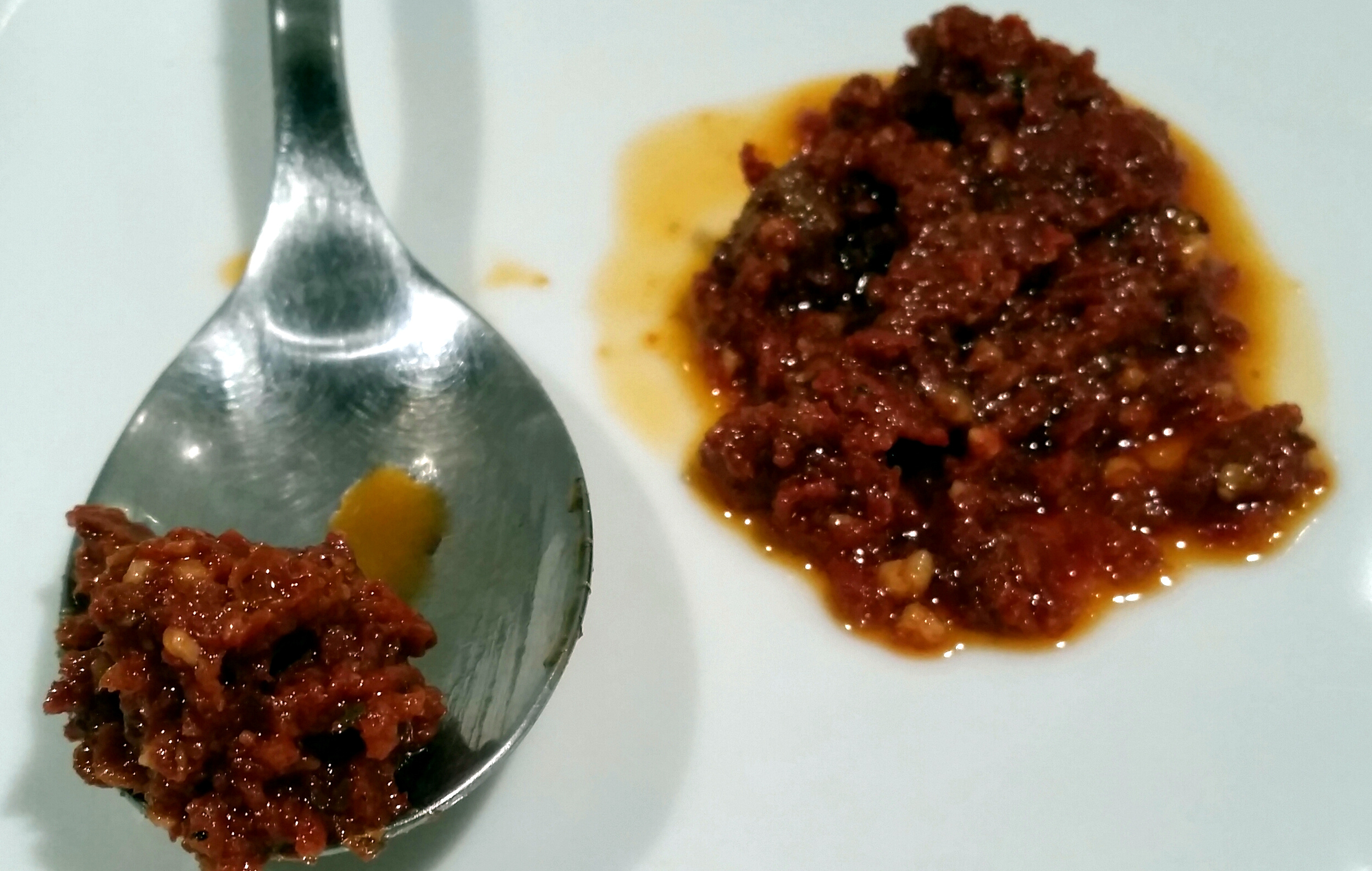

A trapani pesztó (pesto alla trapanese) más néven szicíliai vörös pesztó, eredeti nevén a pesztó szicíliai változata, amely Trapani régióból származó, hagyományos olasz étel. Összetevői: fokhagyma, bazsalikom, mandula, paradicsom, pecorino sajt, olívaolaj, konyhasó, fekete bors.

## Eredete
A trapani pesztót a klasszikus genovai pesztó ihlette, amelyet az ókorban a keletről érkező ligur tengerészek hoztak magukkal Trapani kikötőibe. A helyiek aztán a saját alapanyagaikat használták a szósz elkészítéséhez: paradicsomot és mandulát.